# Кунинг, Элен де
Элен Мария де Кунинг (англ. Elaine Marie de Kooning, урождённая Фрид; 12 марта 1918, Бруклин — 1 февраля 1989, Саутгемптон, штат Нью-Йорк) — американская художница, график и художественный критик. Представительница художественного течения абстрактный экспрессионизм, профессор искусств. Сыграла большую роль в развитии американской живописи в послевоенный период.

## Жизнь и творчество
Родилась и выросла в Нью-Йорке. Рисовать начала ещё в детстве, под влиянием матери, водившей девочку по художественным музеям и предлагавшей зарисовать увиденные полотна. В 1936 году Элайн поступает в нью-йоркскую Школу искусств Леонардо да Винчи, затем переходит в Американскую художественную школу, где в 1938 году знакомится с голландским художником Виллемом де Кунингом, преподававшим там. В 1943 году они поженились.
Связь с Виллемом позволила Элен познакомиться с такими американскими художниками-авангардистами, как Аршиль Горки, Джон Грэхэм, Джексон Поллок, Франц Клайн, Марк Ротко, Марк Тоби, Клиффорд Стилл и другими — из круга, близкого к движению новый американский абстракционизм. Начиная с 1948 года художница пишет ряд статей по искусству для журнала Art news. В том же году она создаёт свои первые абстрактные работы. Вместе с Виллемом де Кунингом, Францем Клайном, Эдом Рейнхардтом и некоторыми другими она участвует в создании художественного общества The Club, объединившего «первое поколение» нью-йоркских абстракционистов.
В 1951 году Элен де Кунинг принимает участие в выставке Ninth Street Show в Нью-Йорке, ставшей одной из вех американского абстракционизма. В 1954 состоялась её первая персональная выставка в галерее Стейбла, Нью-Йорк. В этот период (середина 1950-х) художница рисует преимущественно полуфигуративные изображения безлицых мужчин (Al Lazar (Man in a Hotel Room), Peter (обе 1954)).
В конце 1950-х, после поездки по западным районам США и в Мексику, Элен де Кунинг резко меняет свою манеру живописи. Она отказывается от принятой среди её нью-йоркских коллег монохромной палитры (Black Paintings) и возаращается к фигуративной живописи, исполняемой яркими, сочными красками. В Мексике она пишет серию картин, посвящённых корриде (напр. Sunday Afternoon (1957)). В начале 1960-х Элен де Кунинг увлекается портретной живописью. В 1962 она получает заказ от библиотеки Трумэна на создание портрета президента США Джона Ф.Кеннеди. Потрясённая убийством Кеннеди в 1963, художница после его смерти на год бросает рисовать. К этому моменту она начинает свою преподавательскую деятельность; в 1972 Элен де Кунинг — профессор университетов Йеля и Карнеги. С 1974 года Кунинг — профессор в Школе дизайна Парсона в Нью-Йорке.
В своей личной жизни Элен де Кунинг была не столь удачлива. В то же время её брак с Виллемом де Кунингом, сопровождавшийся злоупотреблением алкоголем, взаимными изменами и скандалами, был на удивление плодотворен в творческом отношении — именно в годы совместной жизни они оба создали свои самые удачные полотна. В конце 1950-х годов эта пара разъехалась, однако формально сохраняла свой брак. Лишь в середине 1970-х, после того, как алкоголизм обоих был преодолён, Виллем и Элайн вновь стали жить вместе.
В 1976 году Э. де Кунинг пробует рисовать акриловыми красками. В 1980-е годы она совершает путешествия по Европе, Китаю и Японии. Вернувшись, под впечатлением увиденного, она занимается живописью тушью и графикой (Ascending Wall, 1988). Страстная курильщица, Э. де Кунинг скончалась в 1989 году от рака лёгких.
Харизматическая фигура на американской художественной сцене XX столетия, Элен де Кунинг, наряду с такими мастерами, как Элен Франкенталер, Ли Краснер и Джоан Митчелл, относится к лучшим представительницам абстрактного экспрессионизма США.

## Выставки (избранное)
- Elaine De Kooning (2003) галерея Хакетт-Фридман, Сан-Франциско
- Abstrakter Expressionismus (2001) Пфальц-галерея, Кайзерслаутерн
- Elaine de Kooning Portraits (1999) галерея Саландер-О’Рейли, Нью-Йорк
- Art & Friendship: Selections from the Roland F. Pease Collection (1997) галерея Тибора де Надя, Нью-Йорк
- Elaine de Kooning Paintings 1955—1965 (1996) галерея Джоан Т.Вашбёрн, Нью-Йорк
- Major Paintings, Sculpture & Drawings (1996) галерея Джоан Т.Вашбёрн, New York

## Статьи об искусстве
- The Spirit of Abstract Expressionism Selected Writings. George Braziller Inc., New York 1994, ISBN 0-8076-1337-1
- Elaine De Kooning: Essays by Lawrence Campbell, Helen a Harrison, Rose Slivka. University of Georgia Georgia Museum, 1992, ISBN 0-915977-09-5

## Галерея
(Избранные полотна художницы)
- Portrait of Conrad (1947)
- Al Lazar (Man in a Hotel Room) (1954)
- Peter (1954)
- Sunday Afternoon (1957)
- John F. Kennedy (1963)
- On the way to San Remo (1967)
- Bacchus #3 (1978)